# Zamość (Wronki)
Zamość – osiedle położone w północnej części Wronek.
Największe prawobrzeżne osiedle Wronek, przebiega przez nie droga wojewódzka nr 150 (ulica Myśliwska). W południowej części Zamościa znajduje się zbiornik wodny Cegielnia, pozostałość po wyrobisku gliny. W centralnej części osiedla znajduje się skwer imienia Włodzimierza Krzeszkiewicza, leśnika urodzonego we Wronkach, od strony ulicy Jaworowej stoi figura Chrystusa Króla. W północnej części osiedla ulokowano cmentarz komunalny (ul. Rzecińska), zaś we wschodniej stadion drużyny piłkarskiej Amica Wronki. 

## Zarząd

### Zarząd wybrany 24 lutego 2011[5]
- Jacek Janicki (przewodniczący),
- Mateusz Radziwoniuk (członek),
- Jan Kwaśny (członek),
- Sebastian Duks (członek),
- Monika Paluch (członkini),
- Piotr Frank (członek),
- Jerzy Śmiłowski (członek),
- Stanisław Żołądkowski (członek),
- Roman Kłosin (członek).

### Zarząd wybrany 20 lutego 2015[6]
- Jacek Janicki (przewodniczący),
- Jerzy Śmiłowski (członek),
- Ernest Frankowski (członek),
- Waldemar Andrzejewski (członek),
- Damian Zastróżny (członek),
- Jan Kwaśny (członek),
- Tomasz Cyran (członek),
- Sebastian Duks (członek),
- Violetta Kozłowska (członkini).